# 山内元興
山内 元興（やまのうち もとおき）／林泉軒素遵（りんせんけんそじゅん）は、戦国時代から安土桃山時代にかけての武将。毛利氏の家臣。父は大内氏重臣・内藤興盛。母は備後国の国人・山内直通の娘。母方の備後山内氏一族の山内豊通の猶子となって「山内」の苗字を名乗り、出家後は「林泉軒素遵」と名乗った。なお、武士としての面以外に、多くの財を有して毛利氏の為に銀子や兵糧、物品などを用立てる有徳人としての一面も持っていた。

## 生涯
長門国守護代を務める大内氏重臣・内藤興盛の六男として生まれ、母方の一族である山内豊通（大和守）の猶子となって「山内」の苗字を名乗った。
毛利元就に仕え、対九州の抑えとして長門国寺山に居城を構えて数ヶ所の知行地を与えられた。また、毛利輝元の代に長門国の在延村を与えられ、諸天役を許される。
永禄11年（1568年）10月14日、都野春忠と共に、内藤氏の一門である勝間田盛道へ周防国熊毛郡笠野村の内の20石足と長門国豊田郡岩滑村5石足の知行宛行を行っている。
永禄年間末に小早川隆景に対し、兵糧500俵を用立てる。
天正15年（1587年）12月12日、毛利輝元から送られた書状において、元興の孫・山内三吉（後の山内元家）の元服について豊臣秀吉の上聞に達した旨が記されている。なお、山内元家は翌年の天正16年（1588年）3月3日に輝元の加冠状を受けて元服し、「元」の偏諱を与えられて「元家」と名乗った。
天正16年（1588年）6月4日、上洛を控えた毛利輝元から銀子100枚の借用を依頼され、合わせて虎や豹の皮を用立てることを求められる。
没年は不詳。嫡男の元通が後を継いだ。

## 系譜
- 父：内藤興盛（1495-1554） - 内藤氏当主。長門国守護代。
- 母：山内直通の娘（?-?）[12]
- 正室：門司下総守の娘（?-?）[12]
  - 長男：山内元通（?-?） - 最初の通称は少輔五郎[13]。後に剃髪し「玄素」と名乗る[13]。
  - 娘：口羽通平の継室（?-?）[1]